# Enhanced
Enhanced é un film canadese del 2019 scritto, diretto e prodotto da James Mark.

## Trama
Un gruppo di mutanti emarginati, tra cui una giovane donna dotata di una forza potente, si ritrovano braccanti da un'organizzazione governativa. Ma quando un serial killer ancora più potente fa la sua comparsa sulla scena, agenti e mutanti sono costretti a mettere in discussione la propria fedeltà.